# Tercera División de México
La Tercera División de México, oficialmente denominada Liga TDP, es el torneo de cuarta categoría de fútbol profesional dentro del sistema de ligas de fútbol en México. La primera temporada fue inaugurada en 1967 por 16 equipos y actualmente se juega con 209 equipos, mismos que se han multiplicado masivamente desde 1994, ya sean con derecho a ascenso a Segunda División o filiales de equipos de Primera División sin derecho a ascender. Solo tres clubes campeones del circuito, han logrado el título en 2.ª División y por lo tanto también los únicos surgidos de la última categoría que consiguieron llegar a 1.ª División, fueron San Luis, Tecos de la UAG y Oaxtepec.

## Sistema de competencia
Los 225 equipos se dividen por zonas geográficas quedando 17 grupos de 9 a 16 equipos, la mayor parte de los grupos hacen un calendario de juegos entre todos ellos a doble visita recíproca, sin embargo, en los grupos de entre ocho y diez equipos se juegan tres vueltas, dejando la decisión sobre la localía de la última ronda en manos de los equipos mejor clasificados.
Por cada juego se otorgan 3 puntos al vencedor, un punto por empate más un punto extra que se define en series de penales que se adjudica el ganador y 0 puntos por derrota; se clasifican a la liguilla de 2 a 6 equipos según la cantidad de clubes por grupo. Los 17 líderes de grupo y los tres mejores equipos en la tabla de cociente durante la primera mitad de la temporada se clasifican a la Copa Conecta, un torneo que se juega en conjunto con clubes de la Segunda División.
Al finalizar la temporada 64 equipos clasifican a la fase final. Los 17 grupos de la categoría se dividen en dos zonas: ambas integradas por 32 clubes repartidos en los grupos 1 al 8 y 9 al 17 de acuerdo a su zona geográfica. Serán ordenados de acuerdo con su cociente en la temporada de mayor a menor. Posteriormente se jugarán rondas sucesivas: dieciseisavos; octavos; cuartos de final; semifinales; finales de zona y campeón de campeones.
Los dos campeones de zona serán colocados en la Serie A (categoría superior de la Liga Premier), mientras que los subcampeones de zona ganarán su derecho a ser promocionados a la Serie B (liga de desarrollo) de acuerdo con la situación financiera, deportiva, de infraestructura, social y legal del conjunto. En caso de que los campeones no cumplan con los requisitos de competencia también formarán parte de la Serie B.
En cuanto a equipos filiales, pueden disputar el título de filiales sin derecho de ascenso, a partir de la temporada 2018-2019 se clasifican 16 equipos la liguilla siendo ordenados de mayor a menor cociente jugando rondas de cuartos de final, semifinales, final de zona y final nacional. A partir de la temporada 2023-24 esta liguilla se regionalizó de igual manera que la fase final de ascenso, por lo que los equipos únicamente se enfrentarán a rivales de su misma región hasta llegar a la final nacional ante el mejor equipo filial de la otra zona de la Liga.
En cuanto al descenso no existe, cada equipo si no paga sus cuotas puede salir de la división aún en plena temporada, antes de cada torneo los equipos deben pagar su admisión a la división la cantidad de $34,800 pesos; y cubrir los requisitos de registro de 30 elementos por equipo (cada elemento paga alrededor de $2,000 pesos), se incluyen entrenadores (que pagan por separado su afiliación ante la FMF), también se pagan los balones de juego marca Voit exclusivamente que la F.M.F suministra, el arbitraje cada juego se paga, pero el gasto que corre por cuenta del equipo local y derecho de juego; en cuanto a multas cada club paga desde no presentarse a tiempo al partido, insultar al arbitraje, problemas que genere la afición, por cada amonestación y expulsión de los jugadores, grescas entre jugadores etc. 
Los equipos que clasifican a Liguilla por el título deben pagar cuotas extras. Si algún equipo decide cambiar de nombre y sede debe pagar cuotas que ello genere, más su admisión, es por esta razón que cada año hay nuevos equipos y otros que dejan de competir repentinamente.

### Requisitos para ascender
La Tercera División divide a sus equipos en dos categorías: clubes certificados y no certificados. Para acceder a la certificación es necesario que los equipos participantes cumplan con los requerimientos sociales, deportivos, financieros y legales que aparecen en el reglamento. El cuadro ganador de la categoría que obtenga la aprobación de la Segunda División para su ascenso debe cumplir con los siguientes requerimientos adicionales:
- Tener todos los requerimientos legales y de membresía apoyados con documentación coporativa, deportiva, legal y financiera acorde a lo establecido por el Reglamento de Afiliación, Nombre y Sede.
- Sus instalaciones deben cumplir con lo establecido por el Reglamento de Afiliación, Nombre y Sede de la Segunda División, este apartado determina el destino del club ganador del ascenso dentro del sistema de competencias de la Liga Premier.
- No tener deudas con la Tercera División o la Federación Mexicana de Fútbol.

## Equipos participantes

### Información sobre los equipos participantes
En total 225 clubes compiten en la temporada 2024-2025.
(*) Equipo filial de un conjunto de Liga MX, Liga de Expansión MX o Liga Premier. En algunos casos puede ascender.

#### Grupo I
14 clubes de Chiapas, Campeche, Tabasco, Yucatán y Quintana Roo
| Equipo                    | Nombre registrado         | Ciudad                          | Estadio                                       | Capacidad | Club de afiliación     |
| ------------------------- | ------------------------- | ------------------------------- | --------------------------------------------- | --------- | ---------------------- |
| Atlético Quintanarroense  | Atlético Quintanarroense  | Playa del Carmen, Quintana Roo  | Sindicato de Taxistas Lázaro Cárdenas         | 1000      | –                      |
| Boston Cancún F.C.        | Boston Cancún F.C.        | Cancún, Quintana Roo            | CEDAR Cancún                                  | 500       | Cancún F. C.           |
| Corsarios de Campeche     | Corsarios de Campeche     | Campeche, Campeche              | Universitario                                 | 4000      | –                      |
| Deportiva Venados "B" (*) | Deportiva Venados "B" (*) | Tamanché, Yucatán               | Alonso Diego Molina                           | 2500      | Deportiva Venados      |
| Deportivo Chetumal        | Deportivo Chetumal        | Chetumal, Quintana Roo          | José López Portillo                           | 6600      | –                      |
| Deportivo CTM Búhos       | Deportivo CTM Búhos       | Puerto Morelos, Quintana Roo    | Unidad Deportiva Colonia Pescadores           | 1200      | –                      |
| Ejidatarios de Bonfil     | Ejidatarios de Bonfil     | Alfredo V. Bonfil, Quintana Roo | La Parcela                                    | 1000      | –                      |
| Felinos 48                | Felinos 48                | Reforma, Chiapas                | Cancha Unidad y Compromiso                    | 600       | –                      |
| Inter Playa "B" (*)       | Inter Playa "B" (*)       | Playa del Carmen, Quintana Roo  | Mario Villanueva Madrid                       | 7500      | Inter Playa del Carmen |
| ISG Sport F.C.            | ISG Sport F.C.            | Ciudad del Carmen, Campeche     | Unidad Deportiva 20 de Noviembre              | 1000      | –                      |
| Mons Calpe Yucatán        | Mons Calpe Yucatán        | Mérida, Yucatán                 | Unidad Deportiva Del SNTSS Dr. Oscar Hammeken | 500       | –                      |
| Pampaneros de Champotón   | Pampaneros de Champotón   | Champotón, Campeche             | Nou Camp Champotón                            | 1000      | –                      |
| Pioneros Junior (*)       | Pioneros Junior (*)       | Cancún, Quintana Roo            | Cancún 86                                     | 6390      | Cancún F. C.           |
| Progreso F.C.             | Progreso F.C.             | Progreso, Yucatán               | 20 de noviembre                               | 3000      | –                      |

#### Grupo II
14 equipos de Chiapas, Oaxaca, Tabasco y Veracruz
| Equipo                       | Nombre registrado            | Ciudad                           | Estadio                            | Capacidad | Club de afiliación       |
| ---------------------------- | ---------------------------- | -------------------------------- | ---------------------------------- | --------- | ------------------------ |
| Alebrijes de Oaxaca "B" (*)  | Alebrijes de Oaxaca "B" (*)  | Oaxaca, Oaxaca                   | Tecnológico de Oaxaca              | 14 598    | Alebrijes de Oaxaca      |
| Antequera F.C.               | Antequera F.C.               | Oaxaca, Oaxaca                   | Tecnológico de Oaxaca              | 14 598    | –                        |
| Atlético Ixtepec             | Atlético Ixtepec             | Ixtepec, Oaxaca                  | Rodolfo Brena Torres               | 1000      | –                        |
| Cefor Chiapas                | Cefor Chiapas                | Tuxtla Gutiérrez, Chiapas        | Flor del Sospo                     | 3000      | –                        |
| Cruz Azul Lagunas (*)        | Cruz Azul Lagunas (*)        | Lagunas, Oaxaca                  | Cruz Azul                          | 2000      | Cruz Azul                |
| Delfines de Coatzacoalcos    | Delfines de Coatzacoalcos    | Coatzacoalcos, Veracruz          | Rafael Hernández Ochoa             | 4800      | –                        |
| Dragones de Oaxaca           | Dragones de Oaxaca           | Zimatlán de Álvarez, Oaxaca      | Polideportivo Ignacio Mejía        | 1000      | –                        |
| Estudiantes del COBACH F.C.  | Estudiantes del COBACH F.C.  | Tuxtla Gutiérrez, Chiapas        | Víctor Manuel Reyna                | 29 001    |                          |
| Lechuzas UPGCH               | Lechuzas UPGCH               | Tuxtla Gutiérrez, Chiapas        | Flor del Sospó                     | 3000      | –                        |
| Milenarios de Oaxaca         | Milenarios de Oaxaca         | San Pablo Villa de Mitla, Oaxaca | Municipal San Pablo Villa de Mitla | 1000      | –                        |
| Deportivo Napoli Tabasco     | Artesanos Bajos de Chila     | Villahermosa, Tabasco            | Olímpico de Villahermosa           | 12 000    | Artesanos Metepec F.C.   |
| Pijijiapan F.C.              | F.C. Iguanas                 | Pijijiapan, Chiapas              | Jaime Escobar Cinco                | 1000      | –                        |
| Tapachula Soconusco F.C. "B" | Tapachula Soconusco F.C. "B" | Tapachula, Chiapas               | Olímpico de Tapachula              | 21 010    | Tapachula Soconusco F.C. |
| Universidad del Sureste      | Universidad del Sureste      | Comitán, Chiapas                 | Centro de Formación UDS            | 500       | –                        |

#### Grupo III
16 equipos de Oaxaca, Puebla, Tlaxcala y Veracruz
| Equipo                          | Nombre registrado               | Ciudad                     | Estadio                             | Capacidad | Club de afiliación |
| ------------------------------- | ------------------------------- | -------------------------- | ----------------------------------- | --------- | ------------------ |
| C.D. Águila Azteca              | C.D. Águila Azteca              | Chocamán, Veracruz         | El Mariscal                         | 3000      | –                  |
| Atlético Boca del Río           | Atlético Boca del Río           | Veracruz, Veracruz         | Instituto Tecnológico de Veracruz   | 1000      | –                  |
| Caballeros de Córdoba           | Caballeros de Córdoba           | Córdoba, Veracruz          | Rafael Murillo Vidal                | 3800      | –                  |
| Conejos de Tuxtepec             | Conejos de Tuxtepec             | Tuxtepec, Oaxaca           | Gustavo Pacheco Villaseñor          | 15 000    | –                  |
| Córdoba F.C.                    | Córdoba F.C.                    | Córdoba, Veracruz          | Rafael Murillo Vidal                | 3800      | –                  |
| Delfines UGM                    | Delfines UGM                    | Nogales, Veracruz          | UGM Nogales                         | 1500      | –                  |
| Delta F.C.                      | Delta F.C.                      | Tehuacán, Puebla           | Unidad Deportiva La Huizachera      | 1000      | –                  |
| Guerreros de Puebla             | Guerreros de Puebla             | Puebla, Puebla             | Unidad Deportiva Mario Vázquez Raña | 800       |                    |
| F.C. Licántropos                | F.C. Licántropos                | Cuautinchan, Puebla        | Unidad Deportiva Campos El Cóndor   | 500       | –                  |
| Lobos Puebla                    | Lobos Puebla                    | Tepeaca, Puebla            | Parque de la Familia                | 500       | –                  |
| F.C. Los Ángeles                | F.C. Los Ángeles                | San Andrés Cholula, Puebla | Nido Naranja                        | 500       | –                  |
| Ocelot Academy MX               | Tlapa F.C.                      | Mazatecochco, Tlaxcala     | San José del Agua                   | 1000      | –                  |
| PDLA F.C.                       | PDLA F.C.                       | San Pedro Cholula, Puebla  | Unidad Deportiva San Pedro Cholula  | 500       | –                  |
| Reales de Puebla                | Reales de Puebla                | Amozoc, Puebla             | Unidad Deportiva Chachapa           | 1000      | –                  |
| Tehuacán de la Franja           | Tehuacán de la Franja           | Tehuacán, Puebla           | Unidad Deportiva La Huizachera      | 1000      | –                  |
| Universidad del Golfo de México | Universidad del Golfo de México | Orizaba, Veracruz          | Universitario UGM                   | 1500      | –                  |

#### Grupo IV
16 equipos de la Ciudad de México y el Estado de México
| Equipo                       | Nombre registrado            | Ciudad                                | Estadio                                    | Capacidad | Club de afiliación |
| ---------------------------- | ---------------------------- | ------------------------------------- | ------------------------------------------ | --------- | ------------------ |
| Álamos F.C.                  | Álamos F.C.                  | Iztacalco, Ciudad de México           | Ciudad deportiva Magdalena Mixhuca Campo 1 | 500       | –                  |
| Aragón F.C. (*)              | Aragón F.C. (*)              | Gustavo A. Madero, Ciudad de México   | Deportivo Francisco Zarco                  | 1000      | Atlético Aragón    |
| Atlante Chalco               | Atlante Chalco               | Cuautitlán, Estado de México          | ESMAC                                      | 1000      | –                  |
| Atlético Mexicano            | Atlético Mexicano            | Gustavo A. Madero, Ciudad de México   | Deportivo Francisco Zarco                  | 500       | –                  |
| Aztecas AMF Soccer           | Aztecas AMF Soccer           | Gustavo A. Madero, Ciudad de México   | Deportivo Francisco Zarco                  | 1000      | –                  |
| Cañoneros F.C.               | Cañoneros F.C.               | Ecatepec, Estado de México            | Bicentenario Siervo de la Nación           | 1000      | –                  |
| Cefor Cuauhtémoc Blanco      | Cefor Cuauhtémoc Blanco      | Gustavo A. Madero, Ciudad de México   | Deportivo Los Galeana                      | 1000      | –                  |
| Cefor Mexiquense             | Promodep Central             | Ecatepec, Estado de México            | Revolución 30-30                           | 1000      | –                  |
| Ecatepec F.C.                | Ecatepec F.C.                | Ecatepec, Estado de México            | Guadalupe Victoria                         | 1000      | –                  |
| Formación Metropolitana F.C. | Formación Metropolitana F.C. | Gustavo A. Madero, Ciudad de México   | Deportivo Francisco Zarco                  | 500       | –                  |
| Independiente Mexiquense     | Independiente Mexiquense     | Huehuetoca, Estado de México          | 12 de mayo                                 | 1500      | –                  |
| C.D. Muxes                   | C.D. Muxes                   | Iztacalco, Ciudad de México           | Deportivo Lázaro Cárdenas                  | 1000      | –                  |
| Oceanía F.C.                 | Oceanía F.C.                 | Venustiano Carranza, Ciudad de México | Deportivo Oceanía Cancha 3                 | 500       | –                  |
| Sangre de Campeón            | Sangre de Campeón            | Tultitlán, Estado de México           | Nou Camp 1                                 | 2000      | –                  |
| Santiago Tulantepec F.C.     | Santiago Tulantepec F.C.     | Iztacalco, Ciudad de México           | Ciudad deportiva Magdalena Mixhuca Campo 1 | 500       | –                  |
| Unión F.C.                   | Unión F.C.                   | Ecatepec, Estado de México            | Titanium Soccer                            | 1000      | –                  |

#### Grupo V
16 equipos de la Ciudad de México y el Estado de México.
| Equipo                    | Nombre registrado        | Ciudad                                | Estadio                                              | Capacidad | Club de afiliación |
| ------------------------- | ------------------------ | ------------------------------------- | ---------------------------------------------------- | --------- | ------------------ |
| Academia América Leyendas | F.C. San José del Arenal | Iztacalco, Ciudad de México           | Ciudad deportiva Magdalena Mixhuca Campo 1, Puerta 7 | 500       | –                  |
| Academia Mineros CDMX     | C.H. Fútbol Club         | Iztacalco, Ciudad de México           | Ciudad deportiva Magdalena Mixhuca Campo 1, Puerta 7 | 500       | –                  |
| Arietes F.C.              | Arietes F.C.             | Xochimilco, Ciudad de México          | San Isidro La Noria                                  | 1200      | –                  |
| Coyotes F.C.              | CILESI F.C.              | Xochimilco, Ciudad de México          | Deportivo Huayamilpas                                | 1000      | –                  |
| Club Marina               | Club Marina              | Milpa Alta, Ciudad de México          | Momoxco                                              | 3500      | –                  |
| Coyotes Neza              | Halcones Zúñiga          | Venustiano Carranza, Ciudad de México | Deportivo Oceanía                                    | 1000      | –                  |
| Cuemanco F.C.             | Atlético Pachuca         | Benito Juárez, Ciudad de México       | Centro deportivo Benito Juárez                       | 800       | –                  |
| C.D.C. Domínguez Osos     | C.D.C. Domínguez Osos    | Venustiano Carranza, Ciudad de México | Deportivo Lázaro Cárdenas                            | 1000      | –                  |
| Halcones de Rayón         | Halcones de Rayón        | Iztacalco, Ciudad de México           | Tec de Monterrey Campus CDMX                         | 500       | –                  |
| Héroes de Zaci            | Héroes de Zaci           | Xochimilco, Ciudad de México          | San Isidro La Noria                                  | 1200      | –                  |
| C.D. Irapuato Olimpo      | C.D. Irapuato Olimpo     | Venustiano Carranza, Ciudad de México | Deportivo Oceanía                                    | 1000      | –                  |
| F.C. Juárez "B" (*)       | F.C. Juárez "B" (*)      | Xochimilco, Ciudad de México          | San Isidro La Noria                                  | 1200      | F.C. Juárez        |
| Novillos Neza             | Novillos Neza            | Iztacalco, Ciudad de México           | Ciudad deportiva Magdalena Mixhuca Campo 3           | 500       | –                  |
| Panteras Neza             | Azucareros de Tezonapa   | Venustiano Carranza, Ciudad de México | Deportivo Lázaro Cárdenas                            | 1000      | –                  |
| F.C. Politécnico          | F.C. Politécnico         | Iztacalco, Ciudad de México           | Deportivo Leandro Valle                              | 2000      | –                  |
| Valle de Xico F.C.        | Valle de Xico F.C.       | Iztacalco, Ciudad de México           | Deportivo Lázaro Cárdenas                            | 500       | –                  |

#### Grupo VI
12 equipos de Estado de México, Hidalgo y Michoacán.
| Equipo                      | Nombre registrado           | Ciudad                                    | Estadio                                      | Capacidad | Club de afiliación     |
| --------------------------- | --------------------------- | ----------------------------------------- | -------------------------------------------- | --------- | ---------------------- |
| Artesanos Metepec "B" (*)   | Artesanos Metepec "B" (*)   | Metepec, Estado de México                 | Unidad Deportiva Alarcón Hisojo              | 2000      | Artesanos Metepec F.C. |
| Astilleros F.C.             | Astilleros F.C.             | Huixquilucan, Estado de México            | Alberto Pérez Navarro                        | 3000      | –                      |
| CID Leones Negros Toluca    | Grupo Sherwood              | Ixtlahuaca, Estado de México              | Deportivo El Picoso                          | 1000      | –                      |
| Cordobés F.C. "B" (*)       | Cordobés F.C. "B" (*)       | Huixquilucan, Estado de México            | Alberto Pérez Navarro                        | 3000      | Cordobés F.C.          |
| C.F. Estudiantes            | C.F. Estudiantes            | San Felipe del Progreso, Estado de México | Margarito Esquivel                           | 1000      | –                      |
| Eurosoccer F.C.             | Deportivo Metepec           | Toluca, Estado de México                  | Unidad Deportiva San Antonio Buenavista UAEM | 1000      | –                      |
| Leones Huixquilucan         | Leones Huixquilucan         | Huixquilucan, Estado de México            | Alberto Pérez Navarro                        | 3000      | –                      |
| Luma Sports F.C.            | Luma Sports F.C.            | Santa María Zolotepec, Estado de México   | Luma Sports                                  | 1000      | –                      |
| Orishas Tepeji F.C.         | Orishas Tepeji F.C.         | Tepeji del Río, Hidalgo                   | Deportivo Tepeji                             | 2000      | –                      |
| Real San Luis F.C.          | Fuerza Mazahua F.C.         | Metepec, Estado de México                 | Jesús Lara                                   | 1000      | –                      |
| Unión Campesinos F.C.       | Unión Campesinos F.C.       | Cuautitlán, Estado de México              | La Virgen                                    | 1000      | –                      |
| Deportivo Zitácuaro "B" (*) | Deportivo Zitácuaro "B" (*) | Zitácuaro, Michoacán                      | Ignacio López Rayón                          | 10 000    | Deportivo Zitácuaro    |

#### Grupo VII
13 equipos de Ciudad de México, Estado de México, Guerrero y Morelos
| Equipo                  | Nombre registrado      | Ciudad                          | Estadio                           | Capacidad | Club de afiliación  |
| ----------------------- | ---------------------- | ------------------------------- | --------------------------------- | --------- | ------------------- |
| Águilas UAGro           | Águilas UAGro          | Chilpancingo, Guerrero          | UAGro                             | 2000      | –                   |
| Alebrijes CDMX          | Alebrijes CDMX         | Tlalpan, Ciudad de México       | Colegio México                    | 500       | Alebrijes de Oaxaca |
| Arroceros Jojutla       | Académicos Jojutla     | Jojutla, Morelos                | Unidad Deportiva La Perseverancia | 1000      | –                   |
| Atlético Inter Capital  | Atlético Inter Capital | Benito Juárez, Ciudad de México | Centro deportivo Benito Juárez    | 800       | –                   |
| Atlético Real Morelos   | Atlético Real Morelos  | Xochitepec, Morelos             | Deportivo La Lagunilla            | 1000      | –                   |
| Caudillos de Morelos    | Caudillos de Morelos   | Emiliano Zapata, Morelos        | Emiliano Zapata                   | 3000      | –                   |
| Ciervos F.C. "B" (*)    | Ciervos F.C. "B" (*)   | Chalco, Estado de México        | Arreola                           | 3217      | Ciervos F.C.        |
| Escuela Necaxa Coyoacán | Colegio Once México    | Milpa Alta, Ciudad de México    | Momoxco                           | 3500      | –                   |
| FORMAFUTINTEGRAL        | FORMAFUTINTEGRAL       | Ixtapaluca, Estado de México    | La Era                            | 1200      | –                   |
| Iguala F.C.             | Iguala F.C.            | Iguala, Guerrero                | Unidad Deportiva Iguala           | 2000      | –                   |
| Selva Cañera            | Selva Cañera           | Zacatepec de Hidalgo, Morelos   | Agustín Coruco Díaz               | 24 313    | Zacatepec F.C.      |
| Tigres Yautepec         | Atlético Cuernavaca    | Yautepec, Morelos               | Campo deportivo Yautepec          | 3000      | –                   |
| Zapata F.C.             | Zapata F.C.            | Emiliano Zapata, Morelos        | Emiliano Zapata                   | 3000      | –                   |

#### Grupo VIII
14 equipos de Ciudad de México, Estado de México, Hidalgo y Tlaxcala
| Equipo                  | Nombre registrado         | Ciudad                                        | Estadio                               | Capacidad | Club de afiliación  |
| ----------------------- | ------------------------- | --------------------------------------------- | ------------------------------------- | --------- | ------------------- |
| Águilas de Teotihuacán  | Águilas de Teotihuacán    | San Martín de las Pirámides, Estado de México | Deportivo Braulio Romero              | 1000      | –                   |
| Alebrijes Teotihuacán   | Alebrijes Teotihuacán     | San Juan Teotihuacán, Estado de México        | Centro Recreativo Pascual             | 1000      | Alebrijes de Oaxaca |
| Atlético Toltecas       | Atlético Toltecas         | Tula, Hidalgo                                 | Parque Infantil La Tortuga            | 1000      | –                   |
| Balam F.C.              | Balam F.C.                | Venustiano Carranza, Ciudad de México         | Deportivo Eduardo Molina              | 1000      | Faraones de Texcoco |
| Bombarderos de Tecámac  | Bombarderos de Tecámac    | Tecamac, Estado de México                     | Deportivo Sierra Hermosa "El Hangar"  | 1000      | –                   |
| Deportivo JEM F.C.      | Unión Magdalena Contreras | Mazatecochco, Tlaxcala                        | San José del Agua                     | 1000      | –                   |
| Faraones de Texcoco "B" | Faraones de Texcoco "B"   | Chicoloapan, Estado de México                 | La Copalera                           | 4000      | Faraones de Texcoco |
| Halcones Negros F.C.    | Halcones Negros F.C.      | Chicoloapan, Estado de México                 | Unidad Deportiva San José Chicoloapan | 500       | –                   |
| Hidalguense             | Hidalguense               | Pachuca, Hidalgo                              | Club Hidalguense                      | 600       | –                   |
| Lilo F.C.               | C.D. Matamoros            | San Juan Zitlaltepec, Estado de México        | San Juan Zitlaltepec                  | 1500      | –                   |
| Lonsdaleíta F.C.        | Lonsdaleíta F.C.          | Pachuca, Hidalgo                              | Revolución Mexicana                   | 3500      | –                   |
| Pachuca TDP (*)         | Pachuca TDP (*)           | San Agustín Tlaxiaca, Hidalgo                 | Universidad del Fútbol                | 1000      | C. F. Pachuca       |
| Toros F.C.              | Atlético Tulancingo       | Tlaxco, Tlaxcala                              | Nou Camp Maracaná                     | 500       | –                   |
| UFD Tuzos Pachuca (*)   | UFD Tuzos Pachuca (*)     | San Agustín Tlaxiaca, Hidalgo                 | Universidad del Fútbol                | 1000      | C. F. Pachuca       |

#### Grupo IX
7 equipos de Hidalgo, San Luis Potosí, Tamaulipas y Veracruz. 
| Equipo                   | Nombre registrado        | Ciudad                        | Estadio                          | Capacidad | Club de afiliación |
| ------------------------ | ------------------------ | ----------------------------- | -------------------------------- | --------- | ------------------ |
| Atlético Huejutla        | Atlético Huejutla        | Tlanchinol, Hidalgo           | Unidad Deportiva Cruz Blanca     | 1000      | –                  |
| Atlético Poza Rica       | Papanes de Papantla      | Poza Rica, Veracruz           | 18 de Marzo                      | 2000      | –                  |
| Huastecos Axtla          | Guerreros Reynosa        | Axtla, San Luis Potosí        | Municipal Garzas Blancas         | 1500      | –                  |
| Litcheros de Huehuetlán  | Bucaneros de Matamoros   | Huehuetlán, San Luis Potosí   | Unidad Deportiva 20 de Noviembre | 1000      | –                  |
| Manta Rayas F.C.         | Manta Rayas F.C.         | Tierra Blanca, Veracruz       | La Masía                         | 1000      | –                  |
| Orgullo Surtam           | Orgullo Surtam           | Tampico, Tamaulipas           | Olímpico de Tampico              | 2000      | –                  |
| Sultanes de Tamazunchale | Sultanes de Tamazunchale | Tamazunchale, San Luis Potosí | Unidad Deportiva Tamazunchale    | 2000      | –                  |

#### Grupo X
14 equipos de Guanajuato y Querétaro
| Equipo                   | Nombre registrado        | Ciudad                            | Estadio                            | Capacidad | Club de afiliación   |
| ------------------------ | ------------------------ | --------------------------------- | ---------------------------------- | --------- | -------------------- |
| AR Aquivaldo Mosquera    | Cañada CTM F.C.          | Santa Rosa de Jáuregui, Querétaro | Parque Bicentenario                | 1000      | –                    |
| Celaya F.C. TDP (*)      | Celaya F.C. TDP (*)      | Celaya, Guanajuato                | Miguel Alemán Valdés               | 23 182    | Celaya F.C.          |
| Celaya Linces            | Celaya Linces            | Comonfort, Guanajuato             | Brígido Vargas                     | 4000      | –                    |
| Estudiantes de Querétaro | Estudiantes de Querétaro | Querétaro, Querétaro              | Hacienda Dolores                   | 1000      | –                    |
| F.C. Fundadores          | F.C. Fundadores          | Santa Rosa de Jáuregui, Querétaro | Parque Bicentenario                | 1000      | –                    |
| Inter de Querétaro       | Inter de Querétaro       | Santa Rosa de Jáuregui, Querétaro | Parque Bicentenario                | 1000      | –                    |
| Inter Guanajuato         | Inter Guanajuato         | Guanajuato, Guanajuato            | Arnulfo Vázquez Nieto              | 1000      | –                    |
| Inter Corregidora        | Querétaro 3D             | Santa Rosa de Jáuregui, Querétaro | Parque Bicentenario                | 1000      | –                    |
| La Piedad Querétaro      | La Piedad Querétaro      | Querétaro, Querétaro              | El Infiernillo                     | 1000      | –                    |
| Leyendas F.C.            | Leyendas F.C.            | Guanajuato, Guanajuato            | Nieto Piña UG                      | 1000      | –                    |
| Lobos ITECA              | Lobos ITECA              | Querétaro, Querétaro              | Deportivo Reforma Lomas            | 1000      | –                    |
| Mineros Querétaro        | Mineros Querétaro        | Colón, Querétaro                  | Universidad CEICKOR                | 500       | Mineros de Zacatecas |
| C.D. San Juan del Río    | C.D. San Juan del Río    | San Juan del Río, Querétaro       | Unidad Deportiva Norte             | 1000      | –                    |
| Titanes de Querétaro     | Titanes de Querétaro     | San José Iturbide, Guanajuato     | Unidad Deportiva San José Iturbide | 1000      | –                    |

#### Grupo XI
10 equipos de Guanajuato y Michoacán.
| Equipo                                    | Nombre registrado                         | Ciudad               | Estadio                                   | Capacidad | Club de afiliación |
| ----------------------------------------- | ----------------------------------------- | -------------------- | ----------------------------------------- | --------- | ------------------ |
| Atlético Morelia - Universidad Michoacana | Atlético Morelia - Universidad Michoacana | Morelia, Michoacán   | Universitario UMSNH                       | 4000      | Atlético Morelia   |
| Atlético Valladolid                       | Atlético Valladolid                       | Morelia, Michoacán   | Complejo deportivo Bicentenario           | 1000      | –                  |
| Bucaneros F.C.                            | Bucaneros F.C.                            | Maravatío, Michoacán | Unidad Deportiva Melchor Ocampo           | 1000      | –                  |
| Delfines de Abasolo                       | Delfines de Abasolo                       | Abasolo, Guanajuato  | Municipal Abasolo                         | 2500      | –                  |
| Deportivo Sahuayo                         | Michoacán F.C.                            | Sahuayo, Michoacán   | Unidad Deportiva Francisco García Vilchis | 1500      | –                  |
| Deportivo Zamora F.C.                     | Deportivo Zamora F.C.                     | Zamora, Michoacán    | Unidad Deportiva El Chamizal              | 5000      | –                  |
| Furia Azul F.C.                           | Furia Azul F.C.                           | Pátzcuaro, Michoacán | Furia Azul                                | 3000      | –                  |
| H2O Purépechas F.C. (*)                   | H2O Purépechas F.C. (*)                   | Morelia, Michoacán   | Cancha 15 Policía y Tránsito              | 1000      | Atlético Morelia   |
| Halcones AFU                              | Halcones F.C.                             | Uruapan, Michoacán   | Unidad Deportiva Hermanos López Rayón     | 5000      | Halcones F.C.      |
| La Piedad Imperial F.C.                   | La Piedad Imperial F.C.                   | La Piedad, Michoacán | Club Azteca                               | 1000      | –                  |

#### Grupo XII
15 equipos de Aguascalientes, Guanajuato, Jalisco, San Luis Potosí y Zacatecas.
| Equipo                       | Nombre registrado            | Ciudad                           | Estadio                              | Capacidad | Club de afiliación   |
| ---------------------------- | ---------------------------- | -------------------------------- | ------------------------------------ | --------- | -------------------- |
| Atlético Leonés              | Atlético Leonés              | León, Guanajuato                 | CODE Las Joyas                       | 1000      | –                    |
| Atlético ECCA                | Atlético ECCA                | León, Guanajuato                 | CODE Las Joyas                       | 1000      | –                    |
| Cachorros de León            | Fut-Car                      | León, Guanajuato                 | CODE Las Joyas                       | 1000      | –                    |
| Empresarios del Rincón       | Real Olmeca Sport            | Purísima del Rincón, Guanajuato  | Unidad Deportiva Purísima            | 1000      | –                    |
| C.D. Irapuato "B" (*)        | C.D. Irapuato "B" (*)        | Irapuato, Guanajuato             | Sergio Léon Chávez                   | 25 000    | C.D. Irapuato        |
| León GEN (*)                 | León GEN (*)                 | Lagos de Moreno, Jalisco         | Centro deportivo GEN                 | 2000      | Club León            |
| Leyendas Unidas              | Jaral del Progreso F.C.      | León, Guanajuato                 | Parque Metropolitano                 | 500       | –                    |
| Magos Unión Deportiva        | Magos Unión Deportiva        | Purísima del Rincón, Guanajuato  | Unidad Deportiva Purísima            | 1000      | –                    |
| Mineros de Zacatecas TDP (*) | Mineros de Zacatecas TDP (*) | Guadalupe, Zacatecas             | Unidad Deportiva Guadalupe           | 500       | Mineros de Zacatecas |
| Necaxa "B" (*)               | Necaxa "B" (*)               | Aguascalientes, Aguascalientes   | Casa Club Necaxa                     | 1000      | C. Necaxa            |
| Pabellón F.C.                | Pabellón F.C.                | Aguascalientes, Aguascalientes   | Ferrocarrilero                       | 2000      | –                    |
| Potosinos F.C.               | Potosinos F.C.               | San Luis Potosí, San Luis Potosí | Unidad Deportiva Adolfo López Mateos | 1000      | –                    |
| Santa Ana del Conde F.C.     | Santa Ana del Conde F.C.     | Santa Ana del Conde, Guanajuato  | El Roble                             | 500       | –                    |
| Suré F.C.                    | Suré F.C.                    | León, Guanajuato                 | CODE Las Joyas                       | 500       | –                    |
| UAZ "B" (*)                  | UAZ "B" (*)                  | Zacatecas, Zacatecas             | Universitario Unidad Deportiva Norte | 5000      | UAZ                  |

#### Grupo XIII
12 equipos de Jalisco
| Equipo                  | Nombre registrado       | Ciudad                         | Estadio                             | Capacidad | Club de afiliación |
| ----------------------- | ----------------------- | ------------------------------ | ----------------------------------- | --------- | ------------------ |
| Acatlán F.C. "B"        | Acatlán F.C. "B"        | Zapotlanejo, Jalisco           | Miguel Hidalgo                      | 1500      | Acatlán F.C.       |
| Agaveros F.C.           | Agaveros F.C.           | Tlajomulco de Zúñiga, Jalisco  | Deportivo del Valle                 | 1000      | –                  |
| Alfareros de Tonalá     | Alfareros de Tonalá     | Tonalá, Jalisco                | Deportivo Jalisciense               | 1000      | -                  |
| C.D. Aves Blancas       | C.D. Aves Blancas       | Tepatitlán de Morelos, Jalisco | Corredor Industrial                 | 1200      | –                  |
| Elite Azteca F.C.       | Pro Camp F.C.           | Zapopan, Jalisco               | Centro de Alto Rendimiento Tapatíos | 1000      | –                  |
| Gorilas de Juanacatlán  | Gorilas de Juanacatlán  | Juanacatlán, Jalisco           | Club Juanacatlán                    | 800       | –                  |
| Leones Negros "C" (*)   | Leones Negros "C" (*)   | Zapopan, Jalisco               | Club Deportivo U. de G.             | 3000      | Leones Negros UdeG |
| C.D. Nacional           | C.D. Nacional           | San Pedro Tlaquepaque, Jalisco | Unidad Deportiva Froc               | 1000      | –                  |
| U.D. Salamanca          | U.D. Salamanca          | Tepatitlán de Morelos, Jalisco | Tepa Gómez                          | 10 000    | Salamanca CF UDS   |
| Tapatíos Soccer         | Tapatíos Soccer         | Zapopan, Jalisco               | Centro de Alto Rendimiento Tapatíos | 1000      | –                  |
| Tecos F.C. "B" (*)      | Tecos F.C. "B" (*)      | Zapopan, Jalisco               | Cancha Anexa Tres de Marzo          | 1000      | Tecos F.C.         |
| Tepatitlán F.C. "B" (*) | Tepatitlán F.C. "B" (*) | Tepatitlán de Morelos, Jalisco | Tepa Gómez                          | 10 000    | Tepatitlán F.C.    |

#### Grupo XIV
14 equipos de Colima y Jalisco
| Equipo                    | Nombre registrado       | Ciudad                         | Estadio                               | Capacidad | Club de afiliación      |
| ------------------------- | ----------------------- | ------------------------------ | ------------------------------------- | --------- | ----------------------- |
| Catedráticos Elite F.C.   | Catedráticos Elite F.C. | Etzatlán, Jalisco              | Unidad Deportiva Etzatlán             | 1000      | Petroleros de Salamanca |
| Charales de Chapala       | Charales de Chapala     | Chapala, Jalisco               | Municipal Juan Rayo                   | 1200      | –                       |
| Deportivo Fuerza Huracán  | Fénix CFAR              | San Isidro Mazatepec, Jalisco  | La Fortaleza                          | 1000      | –                       |
| Deportivo Tala            | Volcanes de Colima      | Tala, Jalisco                  | Centro deportivo cultural 24 de Marzo | 2000      | –                       |
| Diablos Tesistán          | Diablos Tesistán        | Zapopan, Jalisco               | Club Diablos Tesistán                 | 1000      | –                       |
| Guardianes GDL F.C.       | C.D. Aviña              | Zapopan, Jalisco               | Centro de Alto Rendimiento Tapatíos   | 1000      | –                       |
| Guerreros de Autlán       | Atlético Cocula         | Autlán, Jalisco                | Unidad Deportiva Chapultepec          | 1500      | –                       |
| Legado del Centenario     | Legado del Centenario   | Guadalajara, Jalisco           | Unidad Deportiva Cuauhtémoc           | 1000      | –                       |
| LEVET Jalisco             | Gallos Viejos           | Zapopan, Jalisco               | Club Pumas Tesistán                   | 500       | –                       |
| Mulos del C.D. Oro        | Mulos del C.D. Oro      | Tonalá, Jalisco                | Unidad Deportiva Revolución Mexicana  | 3000      | –                       |
| Osos Deportivo CMG        | Deportivo Cimagol       | Zapopan, Jalisco               | Deportivo Corona                      | 500       | –                       |
| Real Ánimas de Sayula     | Real Ánimas de Sayula   | Sayula, Jalisco                | Gustavo Díaz Ordaz                    | 4000      | –                       |
| Tornados Tlaquepaque F.C. | Caja Oblatos CFD "B"    | San Pedro Tlaquepaque, Jalisco | Pumitas Arceo                         | 500       | –                       |
| C.F. Ynjer Cuauhtémoc     | Acatlán Cuauhtémoc      | Cuauhtémoc, Colima             | Unidad Deportiva Cuauhtémoc           | 1000      | Acatlán F.C.            |

#### Grupo XV
11 equipos de Jalisco, Nayarit y Sinaloa.
| Equipo                   | Nombre registrado        | Ciudad                        | Estadio                      | Capacidad | Club de afiliación   |
| ------------------------ | ------------------------ | ----------------------------- | ---------------------------- | --------- | -------------------- |
| Atlético Acaponeta       | Atlético Acaponeta       | Acaponeta, Nayarit            | Unidad Deportiva Acaponeta   | 1000      | –                    |
| Atlético Nayarit         | Atlético Nayarit         | Tepic, Nayarit                | Unidad Deportiva Sufacen     | 1000      | –                    |
| Atlético Punto Sur       | AFAR Manzanillo          | Tlajomulco de Zúñiga, Jalisco | Campo Punto Sur              | 500       | –                    |
| Atlético Tesistán F.C.   | Guaymas F.C.             | Zapopan, Jalisco              | Club Pumas Tesistán          | 500       | -                    |
| Dorados "B" (*)          | Dorados "B" (*)          | Culiacán, Sinaloa             | Unidad Deportiva SAGARPA     | 2000      | Dorados de Sinaloa   |
| C.D. Halcones de Nayarit | C.D. Halcones de Nayarit | Tepic, Nayarit                | Halcones                     | 500       | –                    |
| Moncaro F.C.             | Moncaro F.C.             | Tequila, Jalisco              | Unidad Deportiva 24 de Enero | 1000      | –                    |
| Puerto Vallarta F.C.     | Puerto Vallarta F.C.     | Puerto Vallarta, Jalisco      | Ejidal La Preciosa           | 5000      | –                    |
| Sporting AKD             | Castores Gobrantacto     | Zapopan, Jalisco              | Deportivo Solares            | 500       | –                    |
| Tigres de Álica F.C. "B" | Tigres de Álica F.C. "B" | Tepic, Nayarit                | Nicolás Álvarez Ortega       | 12 945    | Tigres de Álica F.C. |
| Xalisco F.C.             | Xalisco F.C.             | Xalisco, Nayarit              | Unidad Deportiva Landareñas  | 1500      | –                    |

#### Grupo XVI
14 equipos de Coahuila, Durango, Nuevo León y Tamaulipas
| Equipo                    | Nombre registrado        | Ciudad                               | Estadio                          | Capacidad | Club de afiliación     |
| ------------------------- | ------------------------ | ------------------------------------ | -------------------------------- | --------- | ---------------------- |
| C.F. Cadereyta            | C.F. Cadereyta           | Cadereyta, Nuevo León                | Clemente Salinas Netro           | 1000      | –                      |
| Calor Torreón             | Calor Torreón            | Gómez Palacio, Durango               | Unidad Deportiva Gómez Palacio   | 4000      | C. Calor               |
| Correcaminos UAT "C" (*)  | Correcaminos UAT "C" (*) | Ciudad Victoria, Tamaulipas          | Profesor Eugenio Alvizo Porras   | 5000      | Correcaminos UAT       |
| C.F. Gallos Nuevo León    | C.F. Gallos Nuevo León   | Monterrey, Nuevo León                | Nuevo León Independiente         | 1000      | Querétaro F. C.        |
| Escobedo F.C.             | Real San Cosme           | Escobedo, Nuevo León                 | Unidad Deportiva Lázaro Cárdenas | 1000      | –                      |
| Gavilanes "B" (*)         | Hogar H. Matamoros       | Matamoros, Tamaulipas                | El Hogar                         | 22 000    | Gavilanes de Matamoros |
| Halcones de Saltillo      | San Isidro Laguna        | Saltillo, Coahuila                   | Olímpico Francisco I. Madero     | 7000      | –                      |
| Irritilas F.C.            | Irritilas F.C.           | San Pedro, Coahuila                  | Quinta Ximena                    | 1000      | –                      |
| Leones de Nuevo León F.C. | Campeche F.C. NG         | Escobedo, Nuevo León                 | Polideportivo Tigres             | 1000      | –                      |
| C.F. Nuevo León           | C.F. Nuevo León          | San Nicolás de los Garza, Nuevo León | Unidad Deportiva Oriente         | 1000      | –                      |
| Real Apodaca F.C. "B"     | Real Apodaca F.C. "B"    | Apodaca, Nuevo León                  | Centenario del Ejército Mexicano | 2000      | Real Apodaca F.C.      |
| Saltillo Soccer F.C.      | Saltillo Soccer F.C.     | Saltillo, Coahuila                   | Olímpico Francisco I. Madero     | 7000      | –                      |
| San Pedro 7-10 F.C.       | San Pedro 7-10 F.C.      | San Pedro Garza García, Nuevo León   | Sporti Valle Poniente            | 500       | –                      |
| Santiago F.C. "B" (*)     | Santiago F.C. "B" (*)    | Santiago, Nuevo León                 | El Barrial                       | 1300      | Santiago F.C.          |

#### Grupo XVII
11 equipos de Baja California, Chihuahua y Sonora
| Equipo                        | Ciudad                        | Estadio                            | Capacidad | Club de afiliación   |
| ----------------------------- | ----------------------------- | ---------------------------------- | --------- | -------------------- |
| Atlético Tijuana              | Tijuana, Baja California      | Unidad Deportiva Reforma           | 1000      | –                    |
| Búhos UNISON                  | Hermosillo, Sonora            | Miguel Castro Servín               | 7000      | –                    |
| Cachanillas F.C.              | Mexicali, Baja California     | Campo Necaxa                       | 1000      | –                    |
| F.C. CEPROFFA                 | Ciudad Juárez, Chihuahua      | CEPROFFA                           | 1000      | –                    |
| Cimarrones de Sonora "B" (*)  | Hermosillo, Sonora            | Unidad Deportiva La Milla          | 1000      | Cimarrones de Sonora |
| Cobras Fut Premier            | Ciudad Juárez, Chihuahua      | Complejo Temop Axis                | 500       | –                    |
| C.D. Datileros de San Luis RC | San Luis Río Colorado, Sonora | El Musical                         | 1000      | –                    |
| Deportivo Etchojoa            | Etchojoa, Sonora              | Trigueros                          | 1500      | –                    |
| La Tribu de Ciudad Juárez     | Ciudad Juárez, Chihuahua      | Complejo La Tribu                  | 1000      | –                    |
| Obson Dynamo F.C.             | Ciudad Obregón, Sonora        | Hundido ITSON                      | 3000      | –                    |
| Xolos de Hermosillo (*)       | Hermosillo, Sonora            | Cancha Aarón Gamal Aguirre Fimbres | 1000      | C. Tijuana           |

## Historial
| Temporada     | Campeón                                            | Subcampeón                                         | Campeón de Filiales                                | Subcampeón de Filiales                             |
| ------------- | -------------------------------------------------- | -------------------------------------------------- | -------------------------------------------------- | -------------------------------------------------- |
| 1967-68       | Zapata                                             | Potros UAEM                                        | —                                                  | —                                                  |
| 1968-69       | Naucalpan                                          | Querétaro                                          | —                                                  | —                                                  |
| 1969-70       | San Luis                                           | Querétaro                                          | —                                                  | —                                                  |
| 1970-71       | Lobos de Querétaro                                 | Tecnológico de Celaya                              | —                                                  | —                                                  |
| 1971-72       | Albinegros de Orizaba                              | Iberia de Córdoba                                  | —                                                  | —                                                  |
| 1972-73       | Tecos Fútbol Club                                  | La Piedad                                          | —                                                  | —                                                  |
| 1973-74       | Celaya                                             | Tapatío                                            | —                                                  | —                                                  |
| 1974-75       | Potros UAEM                                        | Estudiantes de Querétaro                           | —                                                  | —                                                  |
| 1975-76       | Tuberos de Veracruz                                | Torreón                                            | —                                                  | —                                                  |
| 1976-77       | Osos Grises                                        | Club Chrysler                                      | —                                                  | —                                                  |
| 1977-78       | Zamora                                             | Universidad Veracruzana                            | —                                                  | —                                                  |
| 1978-79       | Lobos de Tlaxcala                                  | Leones de Río Blanco                               | —                                                  | —                                                  |
| 1979-80       | Oaxtepec                                           | Águilas de la UPAEP                                | —                                                  | —                                                  |
| 1980-81       | Deportivo Córdoba                                  | Celaya                                             | —                                                  | —                                                  |
| 1981-82       | Poza Rica                                          | Celaya                                             | —                                                  | —                                                  |
| 1982-83       | Atlético Tecomán                                   | Gallos Blancos UAQ                                 | —                                                  | —                                                  |
| 1983-84       | San Mateo Atenco                                   | Loros de Colima                                    | —                                                  | —                                                  |
| 1984-85       | Unión de Curtidores                                | Arroceros de Chetumal                              | —                                                  | —                                                  |
| 1985-86       | Progreso de Cocula                                 | Águila Progreso Industrial                         | —                                                  | —                                                  |
| 1986-87       | Águila Progreso Industrial                         | Club Deportivo Alianza                             | —                                                  | —                                                  |
| 1987-88       | Ecatepec FC                                        | Loros de Colima                                    | —                                                  | —                                                  |
| 1988-89       | CD Ayense                                          | Grupo Yucatán                                      | —                                                  | —                                                  |
| 1989-90       | CD Zitlaltepec                                     | Cruz Azul Hidalgo                                  | —                                                  | —                                                  |
| 1990-91       | Linces de Celaya                                   | Gallos Rojos de Ciudad Juárez                      | —                                                  | —                                                  |
| 1991-92       | Atlético San Francisco                             | CF Xalapa                                          | —                                                  | —                                                  |
| 1992-93       | Loros de Colima                                    | Cruz Azul Oaxaca                                   | Monterrey FAAC                                     | —                                                  |
| 1993-94       | Tigrillos de la UANL                               | Coacalco FC                                        | Chivas Rayadas                                     | —                                                  |
| 1994-95       | Monterrey FAAC                                     | —                                                  | Cruz Azul México                                   | —                                                  |
| 1995-96       | Deportivo Zitácuaro                                | —                                                  | América                                            | —                                                  |
| 1996-97       | CF Cuautitlán                                      | Diablos Azules de Guasave                          | América                                            | —                                                  |
| 1997-98       | Cachorros Sayula                                   | —                                                  | Académicos de Atlas                                | —                                                  |
| 1998-99       | Deportivo Cihuatlán F.C.                           | Potros UAEM                                        | Necaxa                                             | —                                                  |
| 1999-2000     | Verde Valle                                        | —                                                  | Atlético Morelia                                   | —                                                  |
| 2000-01       | Pumas Naucalpan                                    | Atlético San Francisco                             | Tigres SD                                          | —                                                  |
| Invierno 2001 | Académicos de Atlas                                | América Acoxpa                                     | Tecos                                              | —                                                  |
| Verano 2002   | Alacranes de Apatzingán                            | Tecamachalco B                                     | Correcaminos UAT                                   | —                                                  |
| Apertura 2002 | Coras Fútbol Club                                  | CD Tezonapa                                        | Tigres SD                                          | —                                                  |
| Clausura 2003 | Inter Playa                                        | Coras Fútbol Club                                  | Necaxa                                             | —                                                  |
| Apertura 2003 | Jersy Nay Ixcuintla                                | Tuxtepec FC                                        | América                                            | —                                                  |
| Clausura 2004 | Atlético Tecomán                                   | Potros Neza                                        | América                                            | —                                                  |
| Apertura 2004 | CD Autlán                                          | Cacaoteros de Tabasco                              | Tigres SD                                          | —                                                  |
| Clausura 2005 | Atlético Cuauhtémoc                                | América Zapata                                     | Guadalajara                                        | —                                                  |
| Apertura 2005 | Tecamachalco                                       | CD Sufacen Tepic                                   | Guadalajara                                        | —                                                  |
| Clausura 2006 | CF Soccer Manzanillo                               | Inter de Xalapa                                    | Tecos                                              | —                                                  |
| Apertura 2006 | Búhos de Hermosillo FC                             | Potros Neza                                        | América                                            | —                                                  |
| Clausura 2007 | Deportivo Cihuatlán F.C.                           | FC Itzaes                                          | Necaxa                                             | —                                                  |
| Apertura 2007 | CD Atlético Comonfort                              | Tecamachalco                                       | América                                            | —                                                  |
| Clausura 2008 | CF Soccer Manzanillo                               | Cruz Azul Xochimilco                               | Necaxa                                             | —                                                  |
| 2008-09       | Héroes de Caborca                                  | Cruz Azul Xochimilco                               | Atlético Morelia                                   | Toluca "B"                                         |
| 2009-10       | Patriotas de Córdoba FC                            | CF Soccer Manzanillo                               | Guadalajara                                        | —                                                  |
| 2010-11       | Vaqueros Ixtlán                                    | Club Santos Córdoba                                | Cruz Azul Dublán                                   | Xoloitzcuintles "C"                                |
| 2011-12       | Real Cuautitlán                                    | Club Calor                                         | Guadalajara "C"                                    | Atlas 3a                                           |
| 2012-13       | Poblado Miguel Alemán                              | Tecamachalco                                       | Tecos "C"                                          | Cruz Azul Dublán                                   |
| 2013-14       | Tuzos Pachuca                                      | CD Zamora                                          | Poblado Miguel Alemán                              | Cruz Azul Dublán                                   |
| 2014-15       | Club Deportivo Uruapan                             | Club Sporting Canamy                               | Mineros de Zacatecas "B"                           | Cruz Azul Jasso                                    |
| 2015-16       | Leones Negros de la UDG "C"                        | Valle Verde                                        | Mineros de Zacatecas "C"                           | Tigres SD                                          |
| 2016-17       | Tecos Fútbol Club(1)                               | Club Sporting Canamy                               | Guadalajara "C"                                    | Dorados "C"                                        |
| 2017-18       | Acatlán FC                                         | Cañoneros B                                        | UNAM "C"                                           | Tigres SD                                          |
| 2018-19       | Héroes de Zaci                                     | Atlético San Francisco                             | UNAM "C"                                           | Juárez "B"                                         |
| 2019-20       | Torneo cancelado debido a la pandemia de COVID-19. | Torneo cancelado debido a la pandemia de COVID-19. | Torneo cancelado debido a la pandemia de COVID-19. | Torneo cancelado debido a la pandemia de COVID-19. |
| 2020-21       | Fuertes de Fortín FC                               | Club RC-1128                                       | Dorados TDP                                        | Cimarrones TDP                                     |
| 2021-22       | Mazorqueros FC                                     | Deportiva Venados                                  | Tecos "B"                                          | Cimarrones TDP                                     |
| 2022-23       | Aguacateros de Peribán FC                          | Club Atlético Aragón                               | Pachuca "C"                                        | Necaxa "B"                                         |
| 2023-24       | Faraones de Texcoco                                | Acatlán FC                                         | Cimarrones TDP                                     | Toluca "B"                                         |
| 2024-25       | Héroes de Zaci                                     | Guerreros de Autlán                                | Leones Negros "C"                                  | Deportiva Venados "B"                              |

Nota: La tabla muestra los campeones desde la temporada inaugural. No muestra a los campeones de los torneos promocionales.

### Ascensos y descensos
A continuación se presentan los ascensos y descensos de la temporada 2024-25:
| Pos. | Descendido a la Tercera División de México |
| ---- | ------------------------------------------ |
| xº   | Sin descenso                               |

| Pos. | Ascendido a la Liga Premier Serie A |
| ---- | ----------------------------------- |
| 1°   | Héroes de Zaci                      |
| 2°   | Guerreros de Autlán                 |

| Pos. | Ascendido a la Liga Premier Serie B |
| ---- | ----------------------------------- |
| 3°   | Dragones de Oaxaca                  |
| 4°   | Gorilas de Juanacatlán              |

## Palmarés
| Equipo                             | Títulos | Subtítulos |
| ---------------------------------- | ------- | ---------- |
| CF Soccer Manzanillo               | 2       | 1          |
| Héroes de Zaci                     | 2       | 0          |
| Tecos Fútbol Club                  | 2       | 0          |
| Atlético Tecomán                   | 2       | 0          |
| CF Cuautitlán                      | 2       | 0          |
| Deportivo Cihuatlán F.C.           | 2       | 0          |
| Tecamachalco/Tecamachalco B        | 1       | 3          |
| Celaya                             | 1       | 2          |
| Potros UAEM                        | 1       | 2          |
| Atlético San Francisco             | 1       | 2          |
| Loros de Colima                    | 1       | 2          |
| Zamora                             | 1       | 1          |
| Águila Progreso Industrial         | 1       | 1          |
| Acatlán Fútbol Club                | 1       | 1          |
| Coras Fútbol Club                  | 1       | 1          |
| CD Autlán/Guerreros de Autlán      | 1       | 1          |
| Zapata                             | 1       | 0          |
| Naucalpan                          | 1       | 0          |
| San Luis                           | 1       | 0          |
| Lobos de Querétaro                 | 1       | 0          |
| Albinegros de Orizaba              | 1       | 0          |
| Tuberos de Veracruz                | 1       | 0          |
| Osos Grises                        | 1       | 0          |
| Lobos de Tlaxcala                  | 1       | 0          |
| Oaxtepec                           | 1       | 0          |
| Deportivo Córdoba                  | 1       | 0          |
| Poza Rica                          | 1       | 0          |
| San Mateo Atenco                   | 1       | 0          |
| Unión de Curtidores                | 1       | 0          |
| Progreso de Cocula                 | 1       | 0          |
| Ecatepec FC                        | 1       | 0          |
| CD Ayense                          | 1       | 0          |
| CD Zitlaltepec                     | 1       | 0          |
| Linces de Celaya                   | 1       | 0          |
| Tigrillos de la UANL               | 1       | 0          |
| Monterrey FAAC                     | 1       | 0          |
| Deportivo Zitácuaro                | 1       | 0          |
| Cachorros Sayula                   | 1       | 0          |
| Verde Valle                        | 1       | 0          |
| Pumas Naucalpan                    | 1       | 0          |
| Académicos de Atlas                | 1       | 0          |
| Alacranes de Apatzingán            | 1       | 0          |
| Inter Playa                        | 1       | 0          |
| Jersy Nay Ixcuintla                | 1       | 0          |
| Atlético Cuauhtémoc                | 1       | 0          |
| Búhos de Hermosillo FC             | 1       | 0          |
| CD Atlético Comonfort              | 1       | 0          |
| Héroes de Caborca                  | 1       | 0          |
| Patriotas de Córdoba FC            | 1       | 0          |
| Vaqueros de Ixtlán                 | 1       | 0          |
| Poblado Miguel Alemán              | 1       | 0          |
| Tuzos Pachuca                      | 1       | 0          |
| Club Deportivo Uruapan             | 1       | 0          |
| Leones Negros de la U. de G. “C”   | 1       | 0          |
| Fuertes de Fortín Fútbol Club      | 1       | 0          |
| Mazorqueros Fútbol Club "B"        | 1       | 0          |
| Aguacateros de Peribán Fútbol Club | 1       | 0          |
| Faraones de Texcoco                | 1       | 0          |
| Querétaro/Gallos Blancos UAQ       | 0       | 3          |
| Potros Neza                        | 0       | 2          |
| Cruz Azul Xochimilco               | 0       | 2          |
| Club Sporting Canamy               | 0       | 2          |
| Tecnológico de Celaya              | 0       | 1          |
| Iberia de Córdoba                  | 0       | 1          |
| La Piedad                          | 0       | 1          |
| Tapatío                            | 0       | 1          |
| Estudiantes de Querétaro           | 0       | 1          |
| Club de Fútbol Torreón             | 0       | 1          |
| Club Chrysler                      | 0       | 1          |
| Universidad Veracruzana            | 0       | 1          |
| Leones de Río Blanco               | 0       | 1          |
| Águilas de la UPAEP                | 0       | 1          |
| Arroceros de Chetumal              | 0       | 1          |
| Club Deportivo Alianza             | 0       | 1          |
| Grupo Yucatán                      | 0       | 1          |
| Cruz Azul Hidalgo                  | 0       | 1          |
| Gallos Rojos de Ciudad Juárez      | 0       | 1          |
| CF Xalapa                          | 0       | 1          |
| Cruz Azul Oaxaca                   | 0       | 1          |
| Coacalco FC                        | 0       | 1          |
| Diablos Azules de Guasave          | 0       | 1          |
| América Acoxpa                     | 0       | 1          |
| CD Tezonapa                        | 0       | 1          |
| Tuxtepec FC                        | 0       | 1          |
| Cacaoteros de Tabasco              | 0       | 1          |
| América Zapata                     | 0       | 1          |
| CD Sufacen Tepic                   | 0       | 1          |
| Inter de Xalapa                    | 0       | 1          |
| FC Itzaes                          | 0       | 1          |
| Club Santos Córdoba                | 0       | 1          |
| Club Calor                         | 0       | 1          |
| Valle Verde                        | 0       | 1          |
| Cañoneros "B"                      | 0       | 1          |
| Club RC-1128                       | 0       | 1          |
| Deportiva Venados                  | 0       | 1          |
| Club Atlético Aragón               | 0       | 1          |

### Palmarés de Filiales (sin ascenso)
| Equipo                                            | Títulos | Subtítulos |
| ------------------------------------------------- | ------- | ---------- |
| Chivas Rayadas/Guadalajara "C"/Guadalajara        | 6       | 0          |
| América                                           | 6       | 0          |
| Necaxa/Necaxa "B"                                 | 4       | 1          |
| Tecos "B"/Tecos "C"                               | 4       | 0          |
| Tigres SD                                         | 3       | 2          |
| Cruz Azul México/Cruz Azul Jasso/Cruz Azul Dublán | 2       | 3          |
| Poblado Miguel Alemán/Cimarrones de Sonora TDP    | 2       | 2          |
| Atlético Morelia                                  | 2       | 0          |
| Mineros de Zacatecas "B'/Mineros de Zacatecas "C" | 2       | 0          |
| UNAM "C"                                          | 2       | 0          |
| Académicos de Atlas/Atlas 3a                      | 1       | 1          |
| Dorados de Sinaloa TDP/Dorados de Sinaloa "C"     | 1       | 1          |
| Monterrey FAAC                                    | 1       | 0          |
| Correcaminos UAT                                  | 1       | 0          |
| Pachuca "C"                                       | 1       | 0          |
| Leones Negros "C"                                 | 1       | 0          |
| Toluca "B"                                        | 0       | 2          |
| Juárez "B"                                        | 0       | 1          |
| Xoloitzcuintles "C"                               | 0       | 1          |
| Deportiva Venados "B"                             | 0       | 1          |

## Comisionados y Presidentes
- Jorge Romo Reyes - Comisionado 1967-69
- Jorge Vargas Uribe - Comisionado 1969-74
- Eduardo Alarcón Zamano - Presidente 1974-78
- Gerardo Gallego Cazarez - Presidente 1978-88
- Juan Enrique Silva Terán - Presidente 1988-2014
- C.P. José Escobedo Corro - Presidente 2014-presente